# Primer Reinado (Brasil)
Primer Reinado se refiere al período en que el emperador Pedro I gobernó Brasil. El reinado de Pedro I comprende el periodo entre el 7 de septiembre de 1822 cuando Pedro I proclama la independencia de Brasil y el 7 de abril de 1831 cuando este abdica del trono brasileño.
Este periodo histórico se caracterizó por ser una época de transición. Estuvo marcado por una crisis económica, financiera, social y política. La efectiva consolidación de la independencia de Brasil sólo se lograría tras la abdicación de Pedro I en 1831. 
Tras la abdicación de Pedro I, su hijo Pedro II ascendió al trono brasileño.  Pedro II gobernaría el Imperio de Brasil con plenos poderes desde su mayoría en 1840, hasta el fin de la monarquía en Brasil, en 1889, siendo el gobernante más longevo de Brasil, gobernando el país durante 49 años.

## Independencia de Brasil

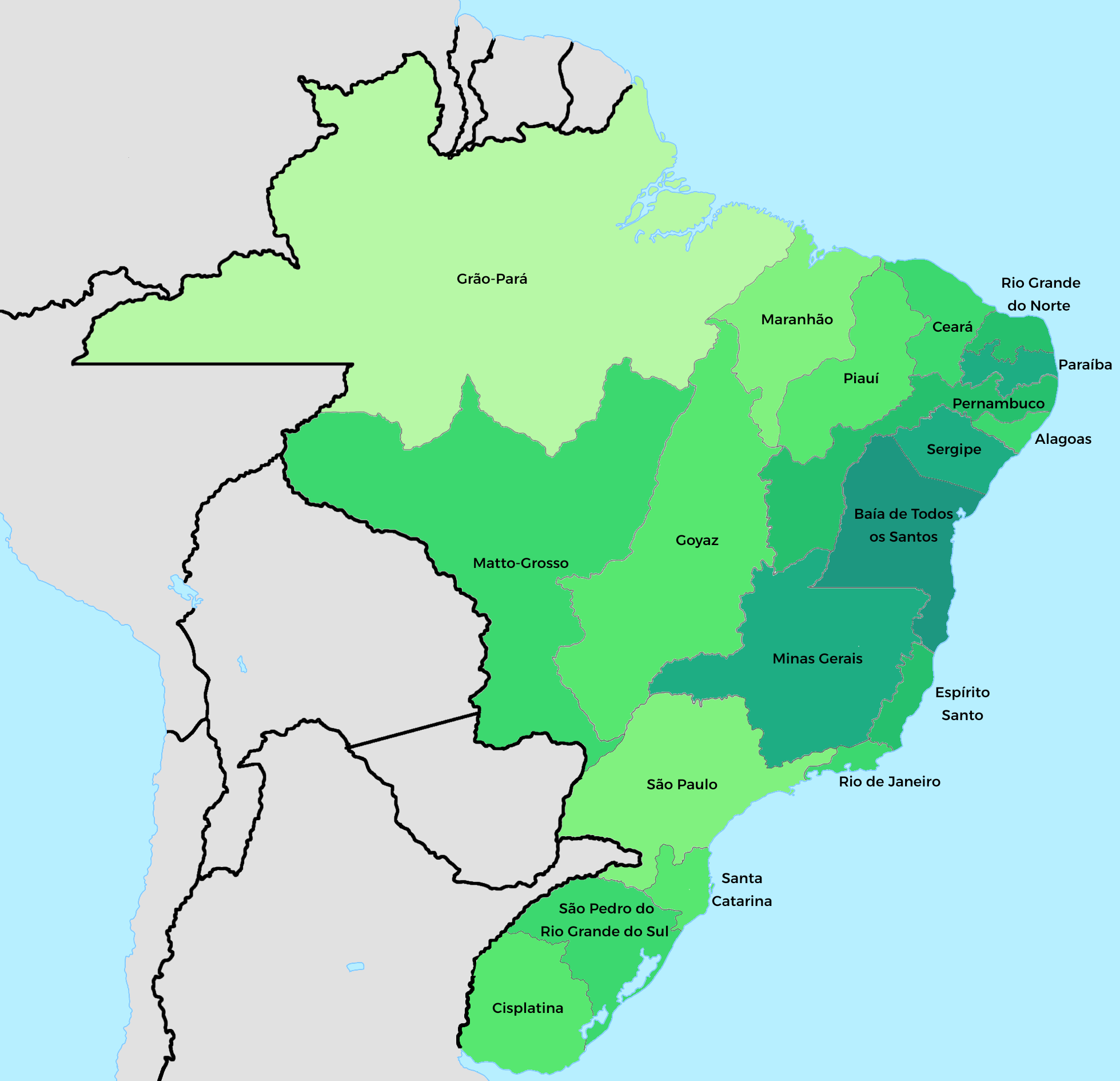
Provincias brasileñas en la época de la independencia.

### Reino Unido de Portugal, Brasil y Algarve
Después de que Napoleón Bonaparte declarara la guerra a los países aliados de Inglaterra, este invadió Portugal, pues se negó a atender a las imposiciones francesas y no respetó el bloqueo continental. Por este motivo, la Corona británica financió la huida de la familia real portuguesa hacia Río de Janeiro en 1808. Tras algunos años viviendo en la capital colonial, Juan VI se convirtió en el rey del país. Así se creó el 16 de diciembre de 1815 el Reino Unido de Portugal, Brasil y Algarve. Río de Janeiro se convirtió en la capital de este nuevo reino. 
Con este nuevo estatus político, Brasil disfrutó de algunas condiciones de vida nunca antes vistas, como la instalación de pequeñas industrias en Río de Janeiro y el comercio con otros países aparte de Portugal (sobre todo Inglaterra). Inglaterra, además, obtuvo grandes beneficios con el cambio político pues ya no sería necesario que las mercancías brasileñas como el oro o los minerales pasaran primero por Portugal. Por otro lado, gracias a la ayuda prestada, los ingleses tenían tarifas preferentes al importar productos brasileños ya que debido a la firma del Tratado de Comercio y Navegación de 1810 y del Tratado de Alianza y Amistad de ese mismo año pagaban unos impuestos del 15%, los portugueses un 16% y el resto de países europeos un 24%.

### Revolución de Oporto

Independencia o muerte más conocido como El grito de Ipiranga, de Pedro Américo (óleo sobre tela - 1888).

Sin embargo surgieron problemas en 1820, cuando la población portuguesa exigió la vuelta de Juan VI a Lisboa, ahora que Napoleón había sido depuesto en Francia. La revolución de Oporto estalló el 24 de agosto de ese mismo año en la ciudad de Oporto y se extendió al resto de ciudades portuguesas. A pesar de haber atajado durante algunos meses la insatisfacción de los portugueses, Juan VI se vio obligado a volver a Lisboa en 1822. Su hijo, Pedro de Braganza y Borbón, se negó a ir a Portugal y se quedó en Brasil: "Si es para el bien de todos y la felicidad general de la nación, declaro: dígale al pueblo que yo me quedo". Juan VI se vio obligado a jurar la constitución y la restauración del rango de colonia para Brasil. Las élites brasileñas se declararon en contra de la pérdida del rango que Brasil ostentaba y el 7 de septiembre de 1822, Pedro I proclamó la independencia de Brasil.

## Primer reinado de Brasil

Bandera del primer reinado de Brasil.

### Guerras de Independencia
Pedro, ahora emperador Pedro I de Brasil, buscó eliminar posibles focos de resistencia portuguesa dentro de Brasil. Encontró férrea oposición en las provincias de Maranhão, Bahía, Pará y Piauí sin contar con las tropas portuguesas que aún se encontraban en Río de Janeiro así como en otras ciudades brasileñas. Pedro I contrató algunos militares, la mayoría ingleses y franceses. Dirigidos por el mariscal británico Thomas Cochrane, los soldados brasileños y los mercenarios consiguieron eliminar la resistencia. Thomas Cochrane llegó a disipar la resistencia marañense con sólo un navío de guerra. 
Aclamado emperador del país el 12 de octubre de 1822, Pedro I consiguió vencer a las tropas portuguesas a mediados de 1823 y consolidar su liderazgo. 
Su primer acto político fue la convocatoria de la Asamblea Constituyente, elegida a inicios de 1823. También fue su primer fracaso: dada las fuertes divergencias entre los diputados y el soberano, que exigía un poder por encima del poder legislativo y judicial y acabó disolviéndola en noviembre. 

### Constitución Imperial

#### Asamblea Constituyente (1823-1824)
El 3 de marzo de 1823, la Asamblea General Constituyente y Legislativa del Imperio de Brasil inició su legislatura para realizar la primera constitución del país. Ese mismo día, Pedro I dijo un discurso a los diputados allí reunidos, dejando claro por qué había afirmado durante su coronación al final del año anterior que la constitución debía ser digna de Brasil y de él.) 
Pedro I recordó a los diputados en su discurso que la constitución debía impedir eventuales abusos no solo por parte del monarca sino también de la clase política y de la población. Para ello, se debería evitar implantar leyes que en la práctica no serían respetadas. La Asamblea, en un primer momento, se apresuró a aceptar el pedido del emperador, pero a algunos diputados les incomodó el discurso de Pedro I. Uno de ellos, el diputado por Pernambuco, Andrade de Lima, manifestó claramente su descontento alegando que la frase del monarca era bastante ambigua.